# Jean Bouzet
Pour les articles homonymes, voir Bouzet.

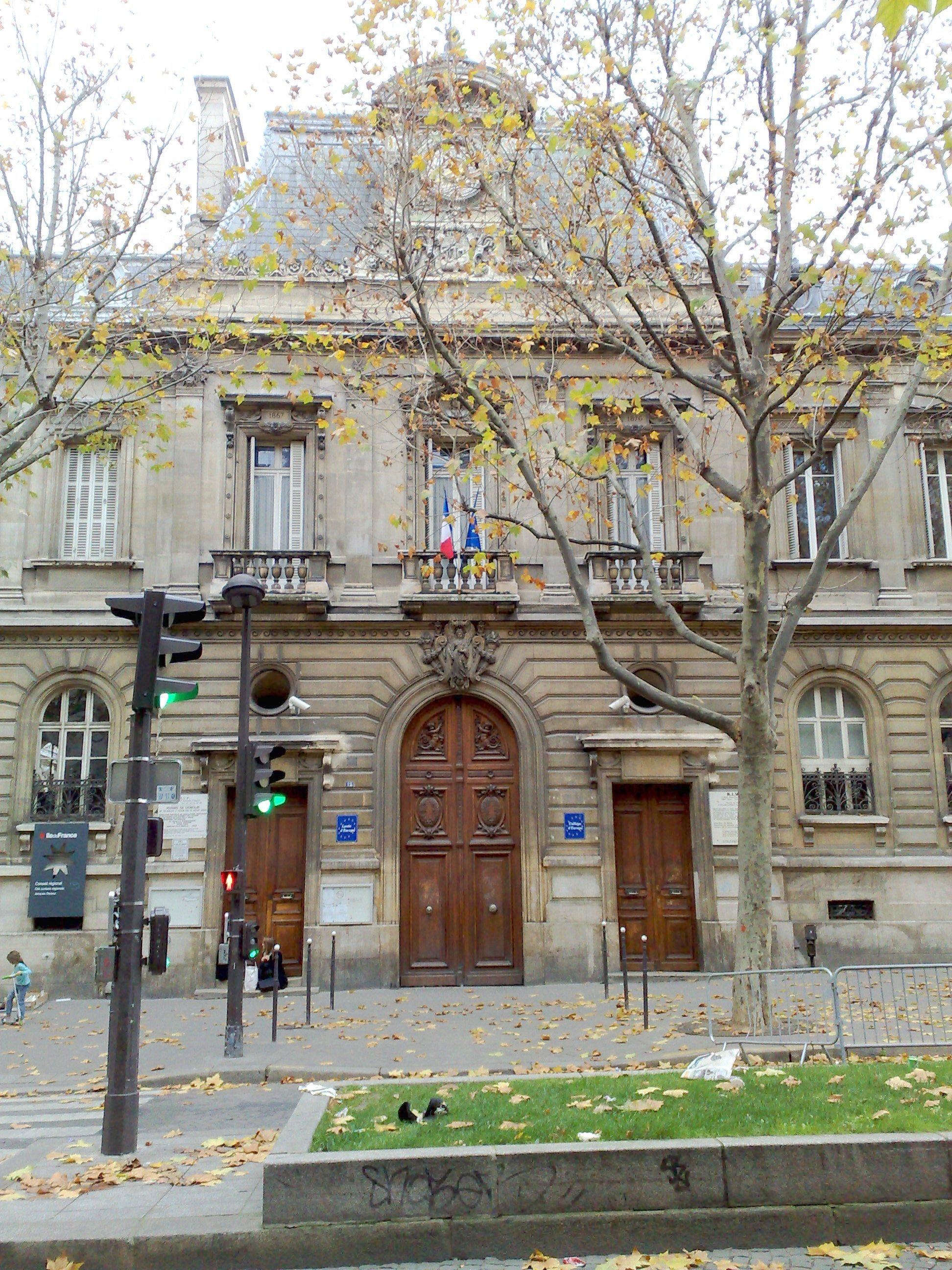
L'ancien Lycée Rollin

Jean Bouzet (en béarnais Jan de Boset), né en 1892 à Pontacq, mort en 1954 à Paris, est un linguiste, professeur agrégé d'espagnol, félibre, poète, auteur de pièces de théâtre en béarnais et d'ouvrages pédagogiques hispanistes, occitans et plus spécifiquement relatifs au béarnais et au gascon. 
Il fut l'un des représentants les plus influents de l'enseignement de l'espagnol en France, enseigna au lycée Rollin et mourut sur le chemin de son lycée.

## Biographie
Élève du collège des frères Maristes, à Saint-Pé-de-Bigorre, Jean Bouzet part pour l'Espagne après son baccalauréat. Étudiant par correspondance, il passe sa licence en 1913 à Bordeaux et son diplôme d'études supérieures l'année suivante. Officier pendant la Première Guerre mondiale, il reprend ses études et réussit brillamment  l'agrégation d'espagnol en 1922.
Professeur au Lycée Rollin (actuellement Lycée Jacques-Decour), il a brièvement pour collègue Bernard Pottier. Chargé de cours à la Sorbonne, il est le professeur d'espagnol des futurs présidents de la République Georges Pompidou et François Mitterrand.
Il publie dans les Mélanges Albert Dauzat, dans l'Atlas linguistique et ethnographique de la Gascogne (publication du CNRS) et dans le Bulletin hispanique. Sa grammaire de l'espagnol demeure, encore aujourd'hui, une référence incontournable dans les études hispaniques.
En linguistique, on lui doit, entre autres, la distinction entre cause médiate et cause immédiate et de nombreux apports dans l’étude du béarnais, notamment par sa contribution à l’adaptation au gascon de la graphie classique de l’occitan codifiée par Louis Alibert. 
Un collège porte son nom dans sa ville natale.

## Travaux

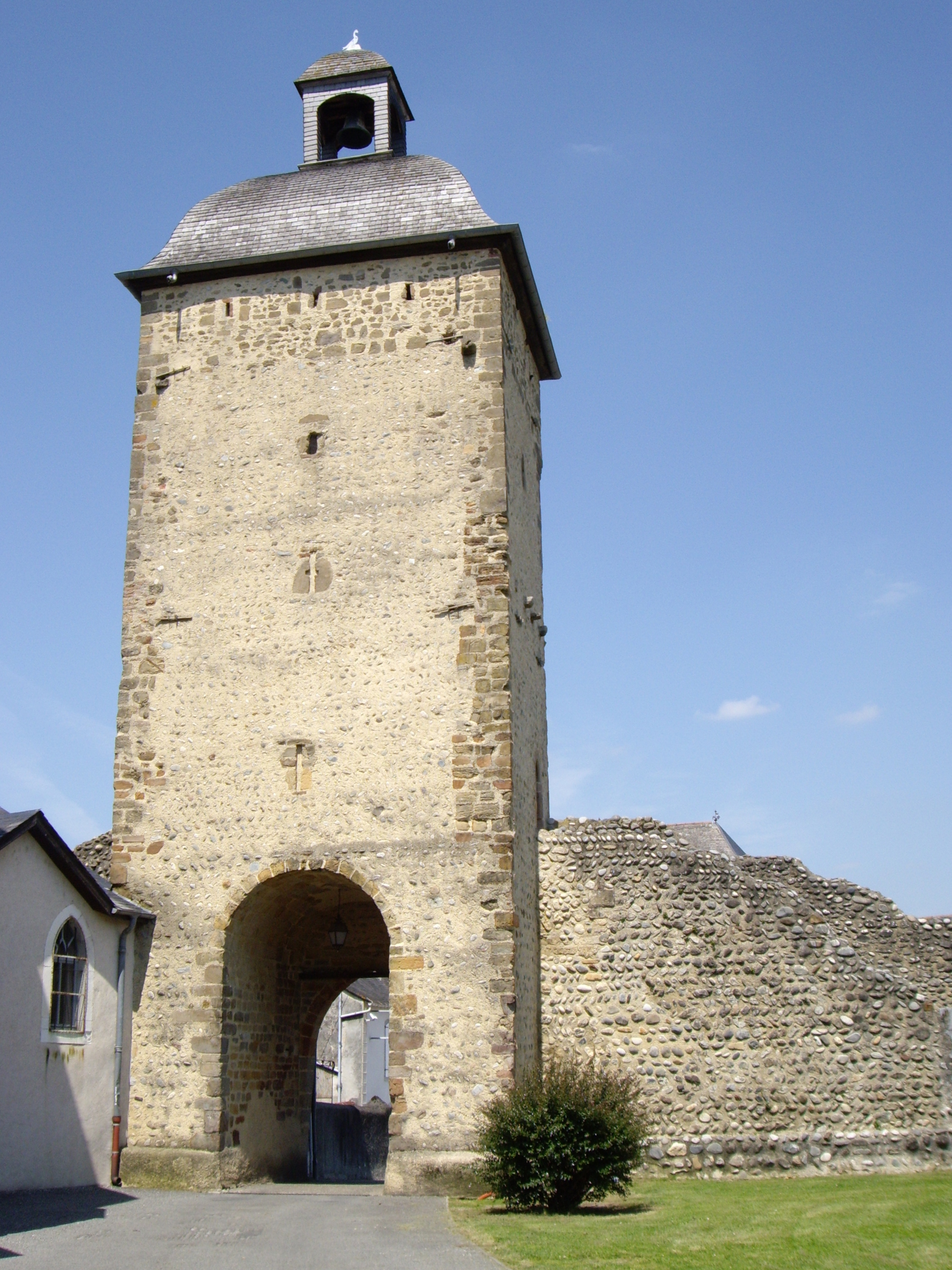
La vieille tour de Pontacq

### Ouvrages pédagogiques hispanistes
- Grammaire espagnole, 1936. réédité en 1945 par Belin, 1946, 1956, 1958, 1960, 1962, 1964, 1971, 1974, 1976, 1978, 1980, 1986, 1988, 1993
- Le gérondif espagnol dit 'de postériorité. Bulletin Hispanique 55, 349-374. 1953
- Origen de los empleos de "Estar", Estudios dedicados a R. Menéndez Pidal, IV, Madrid, CSIC, 37-58. 1953
- La España de hoy, chez Belin, 1954, réédité 1957, 1963

- La España de ayer, chez Belin, 1954, réédité 1956, 1962, 1964

### Livres scolaires, éditions et rééditions
- Por buen camino, première année d'espagnol, chez Belin, 1943, 1957, 1959, 1962
- Adelante ! Deuxième année d'espagnol à l'usage des classes de 3e B et M, chez Belin, réédité en 1949, 1953
- La pratique de l'espagnol. Assimil, 1951, 1953, 1957, 1962, 1973, 1987

### Œuvres comme félibre
- A la memòria d'un amic mort, poème de guerre.
- Peyou de Mourle, drame en très hèytes, chez Marrimpouey, à Pau 1931.

### Ouvrages pédagogiques béarnais
- Du gascon au latin , préface de Léon Bérard, co-auteur : Théobald Lalanne. Saint-Vincent-de-Paul, Librairie Bénesse, 1932, réédité 1937
- Au long des voies romaines, qui reprend le précédent ouvrage dans le volume 3 : Du gascon au latin, origines latines du gascon, chez Bénesse, 1937
- Manuel de grammaire béarnaise, Billière, Escole Gastoû Febus, (1928, réédition  1975)
- Syntaxe béarnaise et gasconne, chez Marrimpouey jeune, Bibliothèque de l'Escolo Gastou-Febus, réédition 1963.
- Collaboration à l'Atlas linguistique et ethnographique de la Gascogne, volume 3, Humanité, maison, espace, temps, divers, sous la direction de  Jean Séguy (1914-1973), Ed. du CNRS, 1954, 1956, 1958.

## Pour approfondir